# 24 시티
《24 시티》(二十四城记, 24 City)는 일본에서 제작된 지아 장 커 감독의 2008년 드라마 영화이다. 천젠빈 등이 주연으로 출연하였다.
이 영화는 2008년 칸 영화제의 황금종려상 부문에서 데뷔하였다. 이 영화는 제작 기간 중에 더 스토리 오브 24 시티(The Story of 24 City)라는 제목으로도 알려져 있었다.

## 출연
- 천젠빈
- 조안 첸
- 여려평
- 자오 타오